# 刚果巨型蜘蛛
刚果巨型蜘蛛（英语：Congolese giant spider）又称jba fofi或j'ba fofi，是一种出没于刚果盆地的巨型蜘蛛。刚果巨型蜘蛛知名于旨在寻找神秘动物的美国电视节目《MonsterQuest》。尽管巨型蜘蛛最初的目击来自刚果盆地，但目前在亚马逊、美国、墨西哥等国家或地区也开始传出巨型蜘蛛的目击。

## 历史
巨型蜘蛛的首次书面记录来自英国传教士亚瑟·约翰·西姆斯的记录，1890年的尼亚萨湖（Lake Nyasa）一带，西姆斯一行人遭遇两只4英尺长的巨型蜘蛛攻击，两名搬运货物的工人受伤，之后死于蜘蛛毒液。加拿大博物学与神秘动物学家威廉·吉本斯（William J. Gibbons）在前往非洲调查魔克拉-姆边贝时，从当地的俾米格人处获得了刚果巨型蜘蛛的资料。这是一种体型巨大、拥有剧毒、以中小型野生动物为食的蜘蛛。据俾米格人表示，过去这些巨型蜘蛛很常见，但现在已经很少见到。
1942年的科科达小道战役期间，一名澳大利亚士兵宣称，他在科科达小道遭遇了一只小狗大小的，栖息在一张30英尺的蛛网上的蜘蛛。蜘蛛颜色为黑色，有一个庞大的身体并类似狼蛛般生有毛发。

## 理论
根据吉尼斯世界纪录，目前世界上最大的蜘蛛是1965年4月在委内瑞拉发现的一只长28厘米的亚马逊巨人食鸟蛛。而根据研究，蜘蛛简单的呼吸系统以及外骨骼限制了它们的体型，使其无法无节制生长，亚马逊巨人食鸟蛛已经是蛛形纲动物所能达到的体型极限。目前对于巨型蜘蛛的一个理论是，一些目击者实际看见的是椰子蟹。另一种可能则是巨型蜘蛛是流言堆砌而成的虚构生物，早期西方探险家经常会虚构或夸大他们的经历。而现代的一些巨型蜘蛛传闻也被发现部分为流言，例如2015年在脸书流传的“夏威夷巨型蜘蛛”便是一张拙劣的伪造照片。